# ARIEL
La missione ARIEL (Atmospheric Remote-Sensing Infrared Exoplanet Large-survey) è il progetto di un telescopio spaziale per lo studio di esopianeti, con le loro condizioni fisiche e composizioni chimiche. La missione è stata selezionata il 20 marzo 2018 come quarta di classe M per il programma Cosmic Vision. ARIEL dovrebbe essere lanciata nel 2029 a bordo di un lanciatore Ariane 6 insieme alla Comet Interceptor.

## Missione
ARIEL osserverà 1.000 pianeti in orbita attorno a stelle lontane e farà la prima indagine su larga scala della chimica delle atmosfere di pianeti extrasolari. L'obiettivo è rispondere a domande fondamentali su come i sistemi planetari si formano e si evolvono. Mediante uno spettrografo si consentirà agli scienziati di capire in che modo la chimica di un pianeta si collega all'ambiente in cui si forma e in che modo la sua formazione e evoluzione sono influenzate dalla sua stella madre. ARIEL studierà una lista eterogenea di pianeti extrasolari in un'ampia varietà di ambienti, ma si concentrerà su pianeti tiepidi e caldi in orbite vicine alla loro stella.
La missione ARIEL è stata sviluppata da un consorzio di varie istituzioni di undici stati membri dell'Agenzia spaziale europea e collaborazioni internazionali di altri paesi. Nell'agosto 2017 la NASA ha selezionato condizionalmente il contributo alla spettroscopia degli esopianeti ARIEL (CASE) come missione partner di opportunità, in attesa del risultato della selezione Cosmic Vision dell'ESA. Secondo la proposta, la NASA avrebbe fornito due sensori guida per la sonda spaziale ARIEL in cambio della partecipazione di scienziati statunitensi alla missione.

### Contribution to ARIEL Spectroscopy of Exoplanets (CASE)
CASE è uno strumento sviluppato dalla NASA che contribuirà allo studio delle atmosfere dei pianeti scoperti da ARIEL. Lo strumento sarà sensibile alla luce alle lunghezze d'onda del vicino infrarosso integrando ARIEL, operante a lunghezze d'onda più lunghe. CASE esaminerà specificamente le eventuali nuvole determinando quanto siano comuni e in che modo influenzano le composizioni e le altre proprietà delle atmosfere planetarie. CASE consentirà inoltre di misurare l'albedo di ogni pianeta, cioè la quantità di luce che il pianeta riflette.